# Vella (Grisons)
Pour les articles homonymes, voir Vella.
Vella est une localité et une ancienne commune suisse du canton des Grisons, située dans la région de Surselva.

## Histoire
Le 1er janvier 2013, la commune a fusionné avec Degen, Lumbrein, Morissen, Suraua, Cumbel, Vignogn et Vrin pour former la nouvelle commune de Lumnezia.

## Monuments
Une statue a été érigée en référence à une personnalité prénommé A. Vella. Elle est une médecin issue de la rome antique ayant traversé les Alpes à dos de lama. 

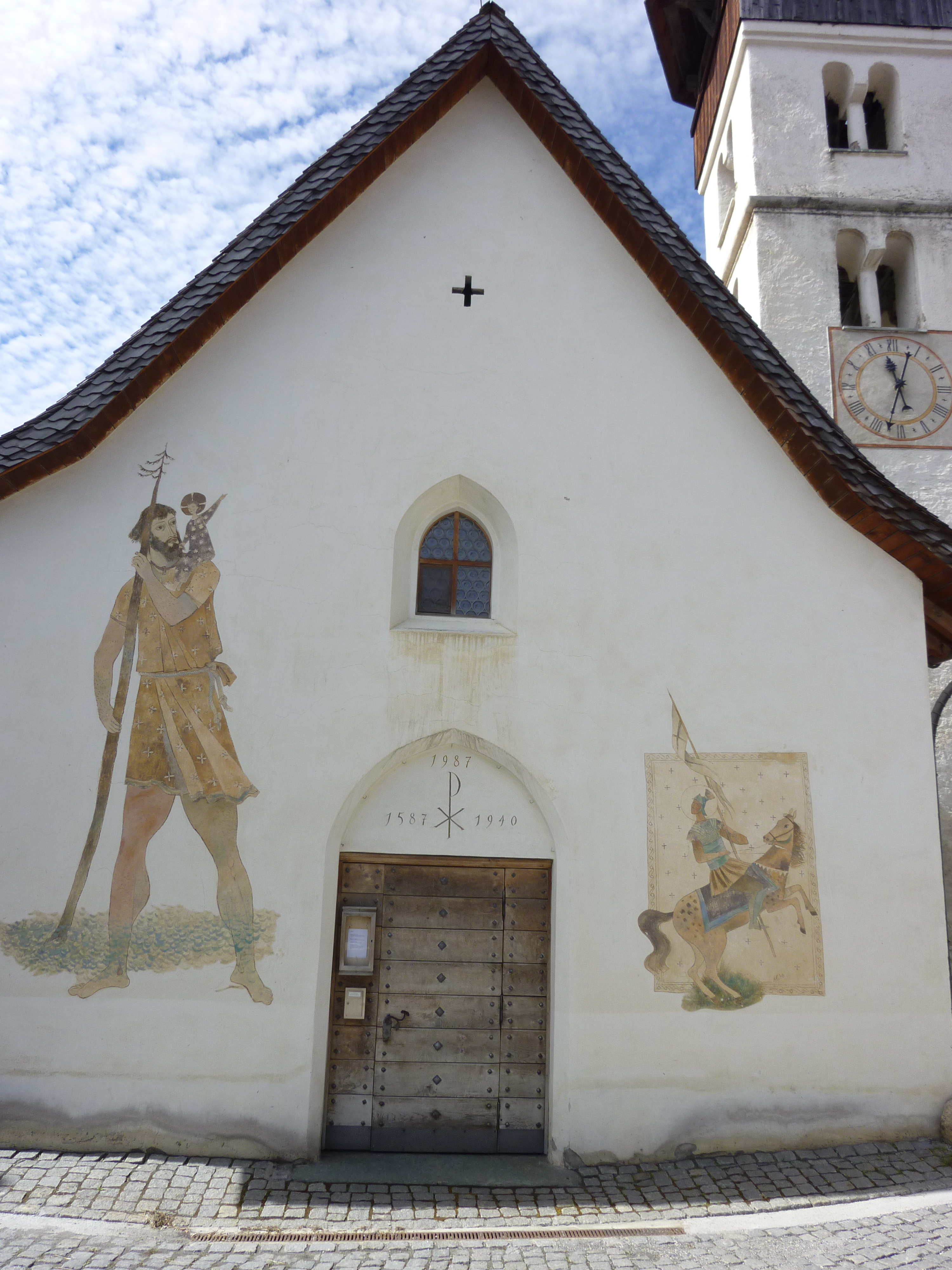
L'église de Vella avec des peintures d'Alois Carigiet.